# Моримондо
Моримондо (італ. Morimondo) — муніципалітет в Італії, у регіоні Ломбардія,  метрополійне місто Мілан.
Моримондо розташоване на відстані близько 480 км на північний захід від Рима, 23 км на південний захід від Мілана.
Населення — 1174 особи (2014).

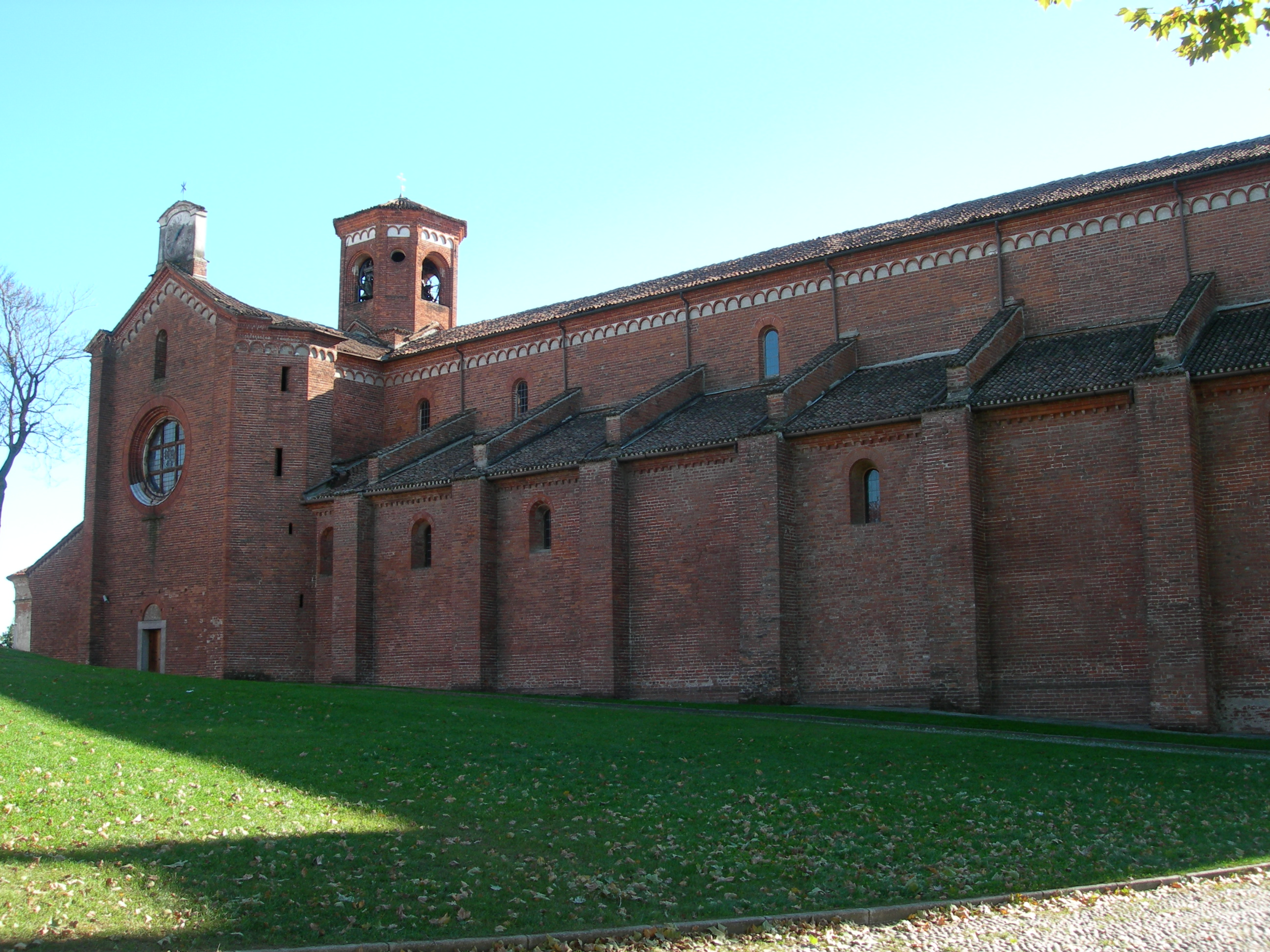

Щорічний фестиваль відбувається 20 серпня. Покровитель — Bernardo di Chiaravalle.

## Демографія
Населення за роками:

Станом на 1 січня 2023 року в муніципалітеті офіційно проживало 29 іноземців з 10 країн, серед них 13 громадян країн Євросоюзу та 1 громадянин України.

## Сусідні муніципалітети
- Абб'ятеграссо
- Безате
- Бубб'яно
- Казорате-Примо
- Гудо-Вісконті
- Оццеро
- Розате
- Вермеццо
- Віджевано
- Цело-Сурригоне